# Seila adamsii
Seila adamsii là một loài ốc biển nhỏ, là động vật thân mềm chân bụng sống ở biển trong họ Cerithiopsidae.

## Miêu tả
Chiều dài tối đa của vỏ ốc được ghi nhận là 13 mm.

## Môi trường sống
Độ sâu tối thiểu được ghi nhận là 0 m. Độ sâu tối đa được ghi nhận là 80 m.